# Tribalus brouni
Tribalus brouni är en skalbaggsart som först beskrevs av Thomas Broun 1880.  Tribalus brouni ingår i släktet Tribalus och familjen stumpbaggar. Inga underarter finns listade i Catalogue of Life.